# Ingerana medogensis
Limnonectes medogensis là một loài ếch thuộc họ Ranidae.
Loài này có ở Trung Quốc và có thể cả Ấn Độ.
Môi trường sống tự nhiên của chúng là rừng ôn đới.